# 与那原飛行場

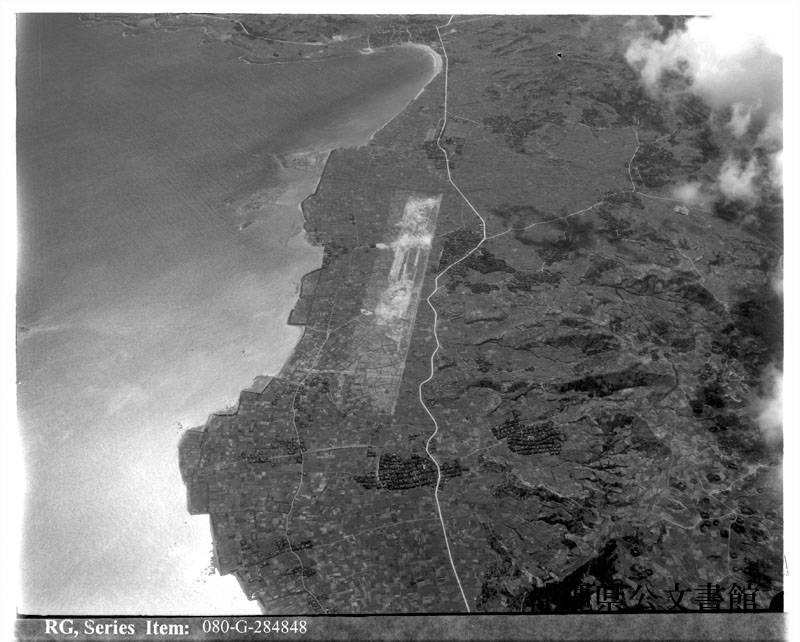
1944年の十・十空襲で米海軍が撮影した日本陸軍西原飛行場の写真の一枚。

与那原飛行場 (Yonabaru Airfield/NAB Yonabaru) は第二次世界大戦中に沖縄県西原町と中城村）に設置された米軍の飛行場。もともとは日本陸軍が「東飛行場」として建設したもので、「西原飛行場」「小那覇飛行場」とも呼ばれていた。1959年に返還された。

## 歴史

### 旧日本陸軍 東飛行場
名称: 東飛行場（西原飛行場、小那覇飛行場）
場所: 西原村 字 崎原・伊保之浜・仲伊保
1944年3月、日本陸軍は西原 (東飛行場) と首里 (石嶺飛行場) と城間 (南飛行場) に小型特攻機用の新規飛行場を命じた。工事は国場組が請け負った。4月中旬に第3飛行場中隊が約39万㎡の崎原・伊保之浜・仲伊保の集落と農地を接収し、5月10日に飛行場建設に着工した。農作物の補償金を支払うということだったが、土地代は支払われないままになった。800m x 200mの滑走路という当初の計画であったが、持久戦を重視する第32軍の作戦変更により工事は進んでいなかった。

1944年10月10日の十・十空襲で米軍は爆撃しながら西原飛行場の空中写真を撮影し、下記のように分析している。後に与那原に侵攻した海軍はここに与那原飛行場を建設する。
| 「                                                              | 同滑走路の右側見えるのは、舗装道路。湾に向かって並行して伸びているのは、排水路。同滑走路の建設前、ここには、サトウキビが植えられていたと思われる。 | 」 |
| —1944年10月10日、十・十空襲で米海軍が撮影した写真のキャプション | |    |

　　参照 旧日本軍が沖縄に建設した15の飛行場

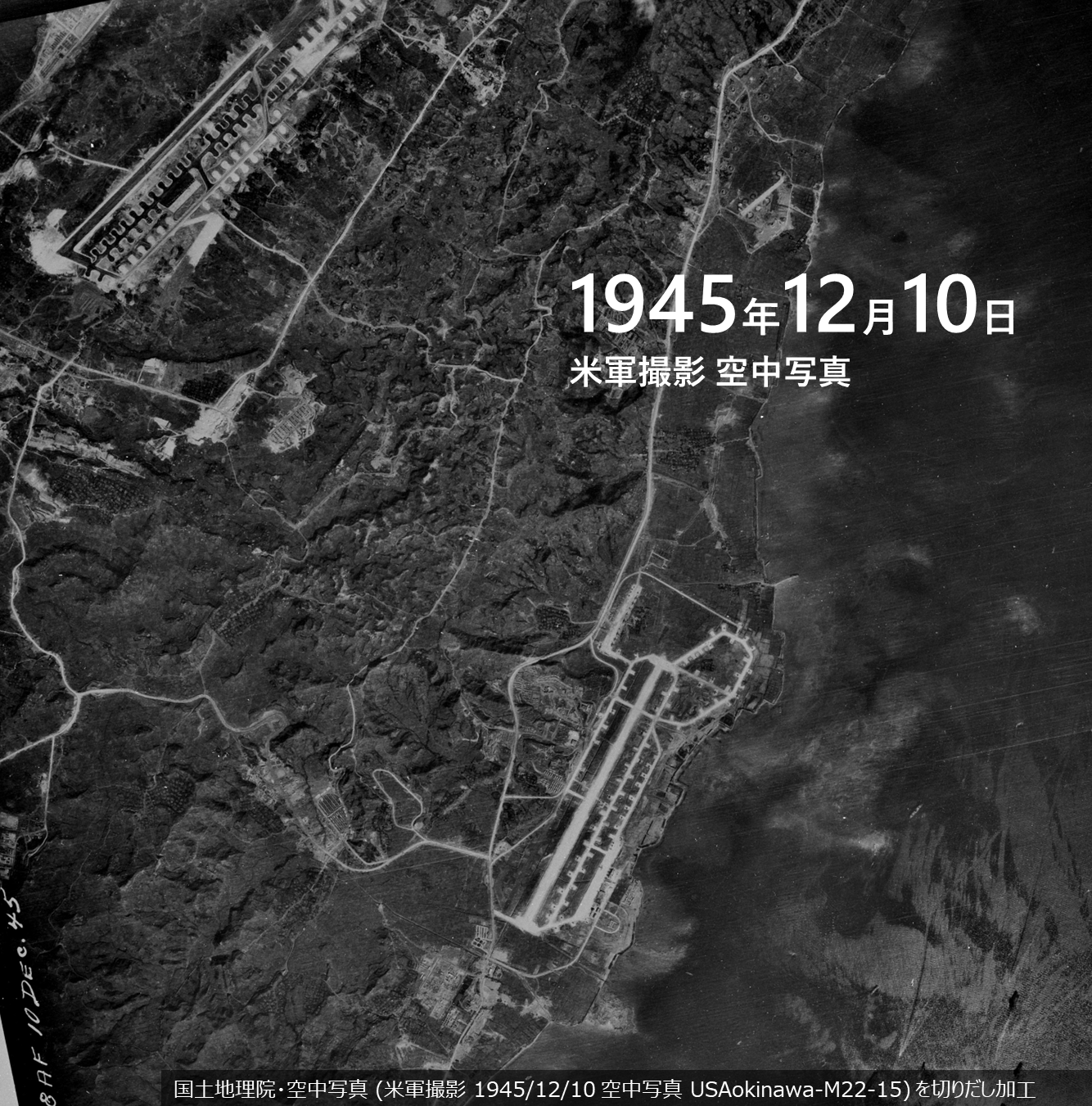
左側が普天間飛行場、右側が与那原飛行場 (1945/12/10)

### 米海軍 与那原飛行場
アメリカ軍は1945年4月1日に沖縄本島に上陸、5月10日頃にこの飛行場の一帯を占領した。日本軍との戦線がさらに南へ移動した6月になって、第145海軍建設大隊は哨戒任務と爆撃任務のための滑恒久的なアスファルト走路建設を開始した。
8月15日、6,500ft (1,981m) の滑走路を備えた与那原飛行場が完成、海軍機の運用の準備が整った。PB4Y哨戒爆撃機を持つ海軍第124哨戒爆撃飛行隊が与那原飛行場を拠点に1945年10月から12月まで活動を行った。
10月9日の 阿久根台風では壊滅的な被害を受けた。

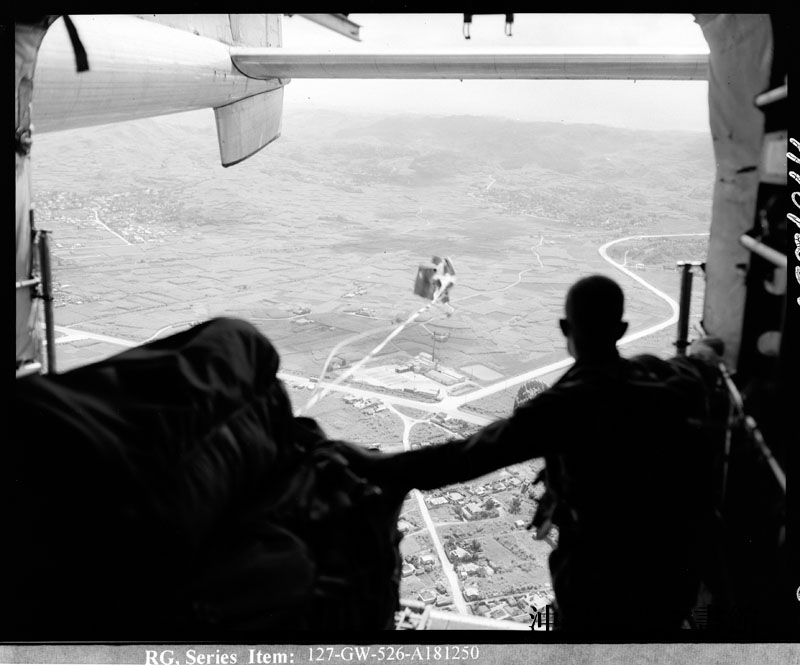
1958年の与那原飛行場、物資投下訓練 (沖縄県公文書館)

### 戦後の再整備の検討
1955年5月、アメリカ軍は、本土から反基地運動で移転を余儀なくされた第3海兵師団第1海兵航空団の移駐を発表し、まずその移転先を沖縄の那覇海軍航空施設やボーロー飛行場に求めたが、空軍などが反発。与那原飛行場への移駐が検討された。米海軍は、那覇基地を上回る1855エーカーの土地を接収し、それに伴う住民6000人規模の立ち退きが必要だと主張した。
1956年10月、しかし米国民政府 (USCAR) は、住民の移転先がないことや、西原村長が社大党であり、さらに「アジア全域に反米感情をあおることに利用される」ことを強く危惧し、与那原移転案は消滅した。結局、第1海兵航空団は普天間飛行場に拠点を置くことになる。
1957年8月14日、海軍司令官は在日米海軍司令官に与那原飛行場を余剰地として処分するよう指示し、同時に宮古島に滑走路を建設するための土地接収計画も中止となった。

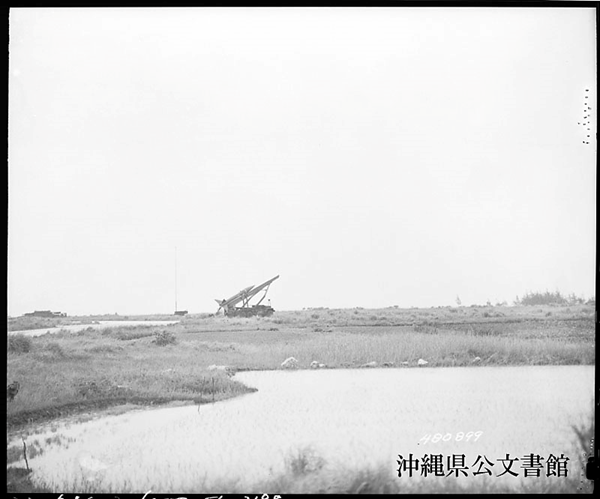
与那原飛行場、発射直前のオネスト･ジョン (1956年3月16日) (沖縄県公文書館)

1959年、与那原飛行場は返還された

## オネスト・ジョン
オネスト・ジョンは、米軍が開発した初の核弾頭搭載地対地ロケット砲であり、状況に応じて通常弾頭と核弾頭を使い分けることができた。国防総省の『歴史』には、1957年12月から沖縄に配備されたとあるが、沖縄公文書館が所蔵する米国陸軍通信隊資料では、1956年1月に嘉手納基地でオネスト・ジョンの空軍機動演習、また3月16日には与那原飛行場で発射直前と記されたオネスト・ジョンの記録がある。また1957年10月、アメリカ国立公文書館に記録されていた大規模演習では、与那原飛行場や普天間飛行場を奪取すべき目標とする核ミサイル戦闘訓練をしていたことが記されている。こうした核兵器の配備とミサイルサイトについては県民に一切知らされることはなく、極秘のまま進められていた。